# 巴尔雅克 (洛泽尔省)
巴尔雅克（法語：Barjac，法語發音：[baʁʒak]）是法国洛泽尔省的一个市镇，属于芒德区。

## 地理
巴尔雅克（44°30'16"N, 3°24'38"E）面积29.92 平方千米，位于法国奧克西塔尼大區洛泽尔省，该省份为法国南部内陆省份，北起上盧瓦爾省和康塔爾省，西接阿韦龙省，南至加尔省，东临阿尔代什省。
与巴尔雅克接壤的市镇（或旧市镇、城区）包括：芒德、巴尔谢日、沙纳克、屈尔蒂、埃斯克拉内德、加布里亚斯、蒙德朗东。

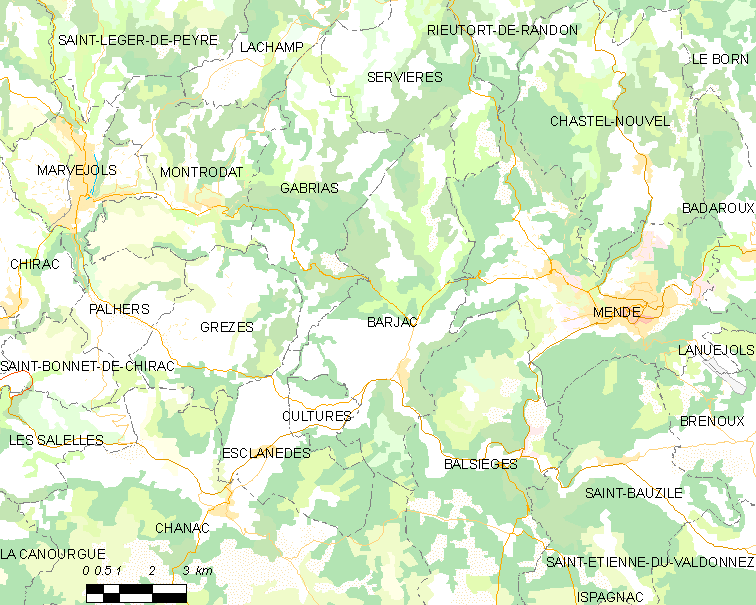
的OSM定位图

巴尔雅克的时区为UTC+01:00、UTC+02:00（夏令时）。

## 行政
巴尔雅克的邮政编码为48000，INSEE市镇编码为48018。

## 政治
巴尔雅克所属的省级选区为科拉涅河畔堡县。

## 人口

1962-2008年间人口变化图示

巴尔雅克于2022年1月1日时的人口数量为791人。